# Epidendrum radicans
Epidendrum radicans là một loài thực vật có hoa trong họ Lan. Loài này được Pav. ex Lindl. mô tả khoa học đầu tiên năm 1831.

## Hình ảnh

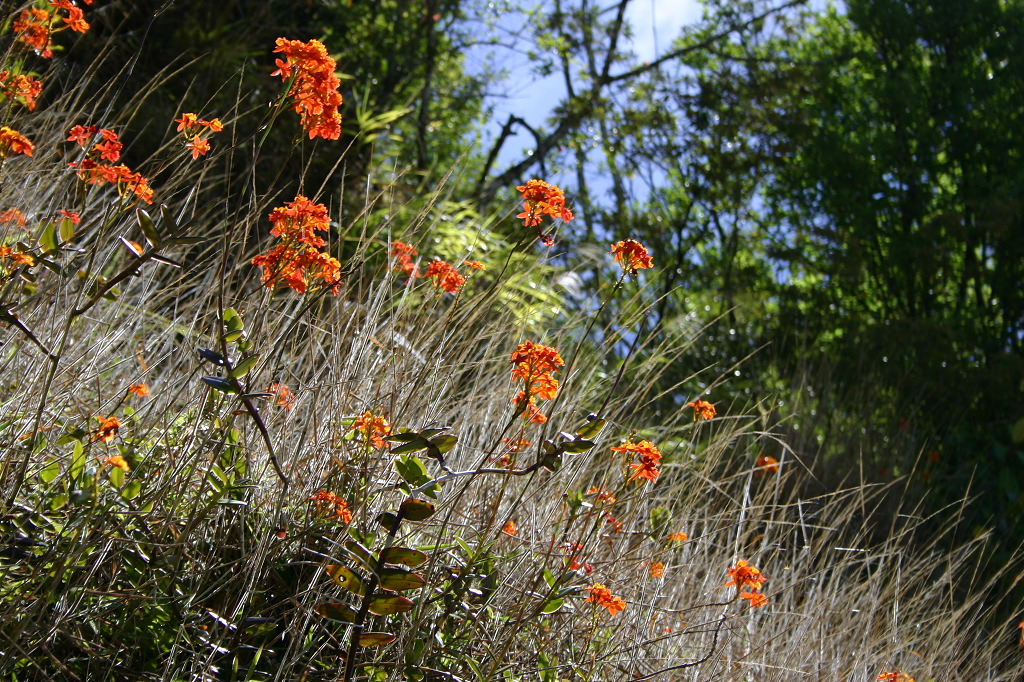
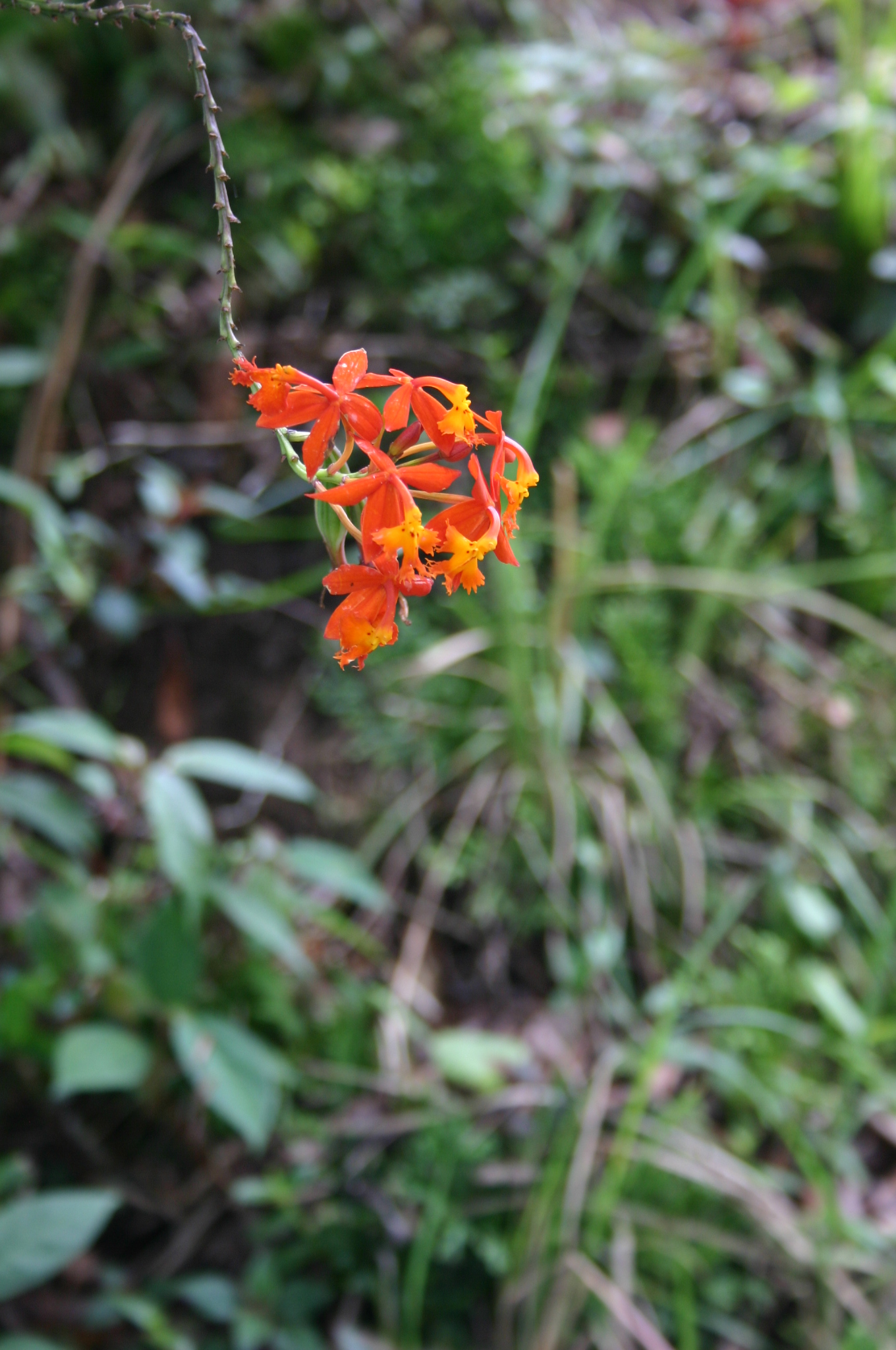
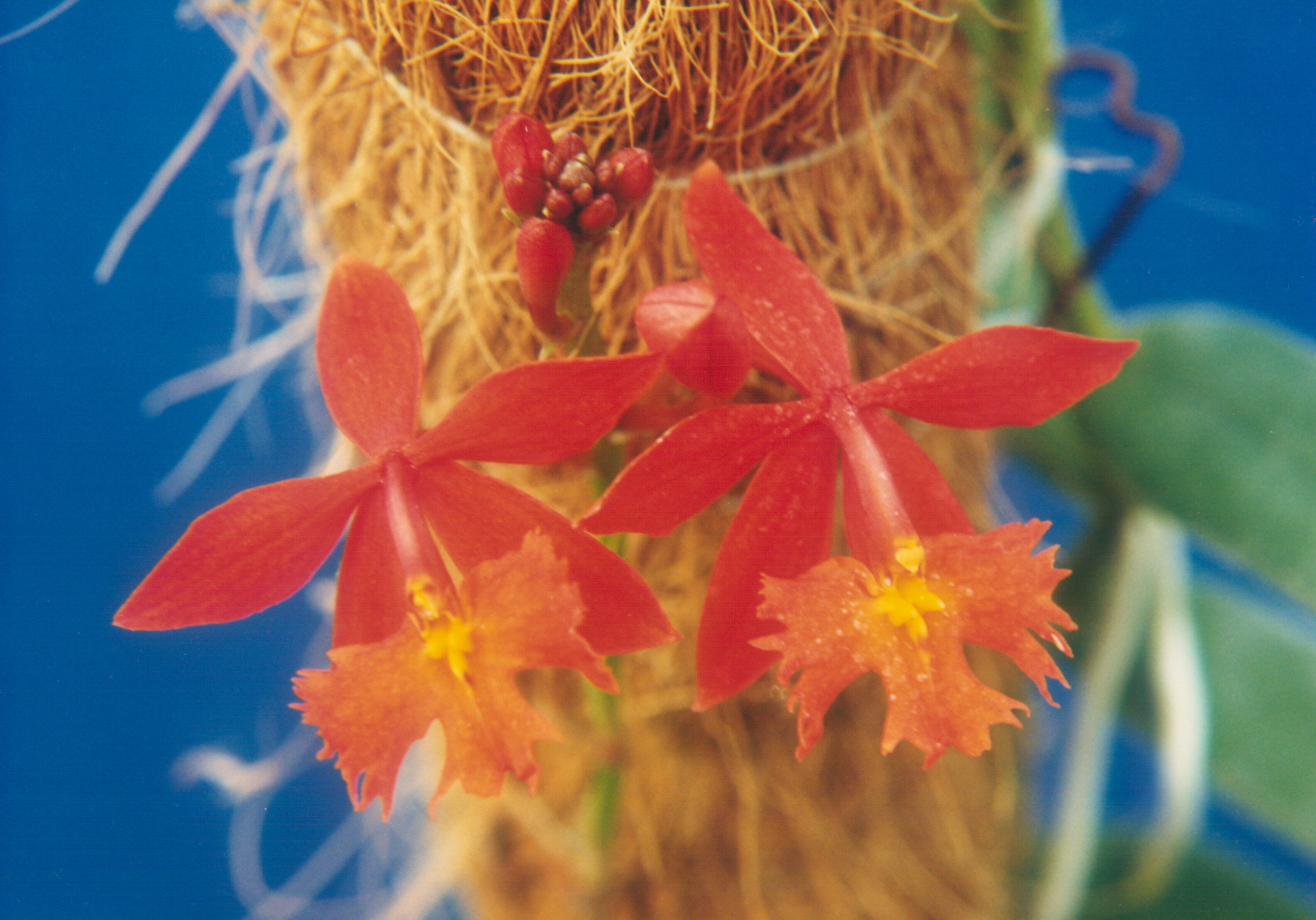
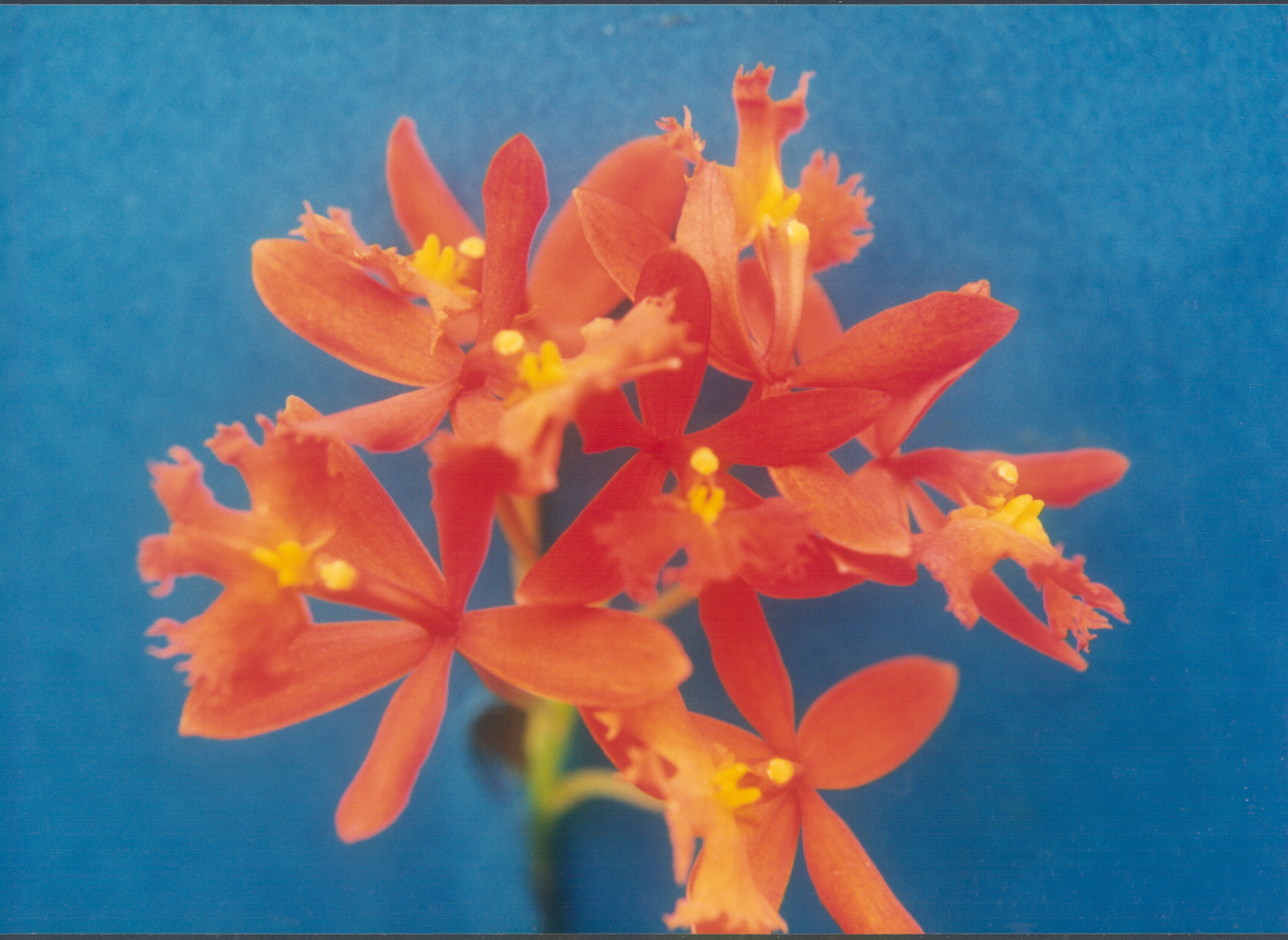